# ماريانو سانشيز (لاعب كرة مضرب)
ماريانو سانشيز (بالإسبانية: Mariano Sánchez)‏ هو لاعب كرة مضرب مكسيكي، ولد في 3 يوليو 1978 في كويرنافاكا في المكسيك.

## وصلات خارجية
- ماريانو سانشيز على موقع رابطة محترفي التنس (الإنجليزية)
- ماريانو سانشيز على موقع الاتحاد الدولي لكرة المضرب (الإنجليزية)
- ماريانو سانشيز على موقع كأس ديفيز (الإنجليزية)
- ماريانو سانشيز على موقع خلاصة التنس.كوم (الإنجليزية)